# Jan Sanders van Hemessen

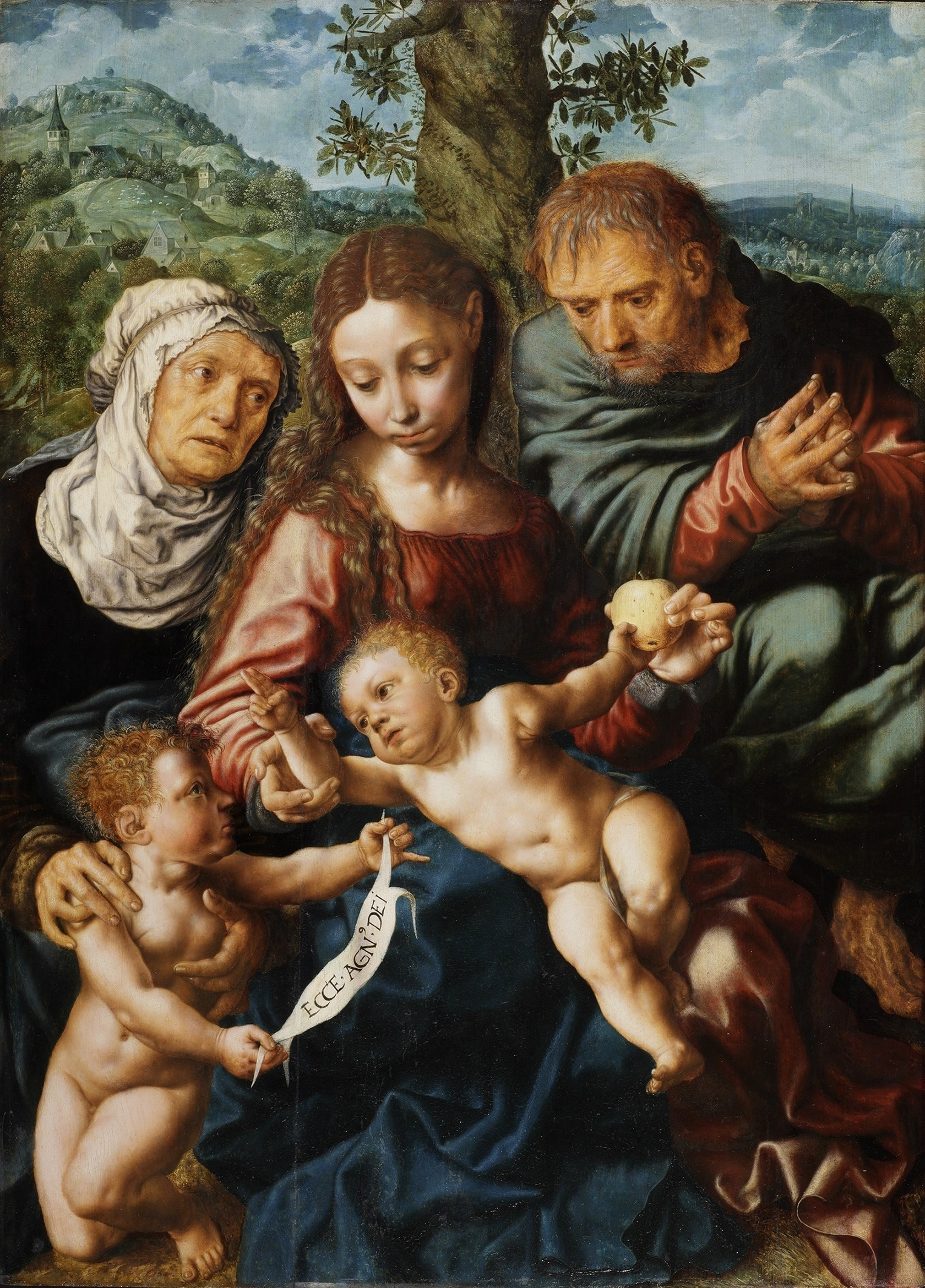
Święta Rodzina (po 1540), Zamek Królewski na Wawelu, Kraków

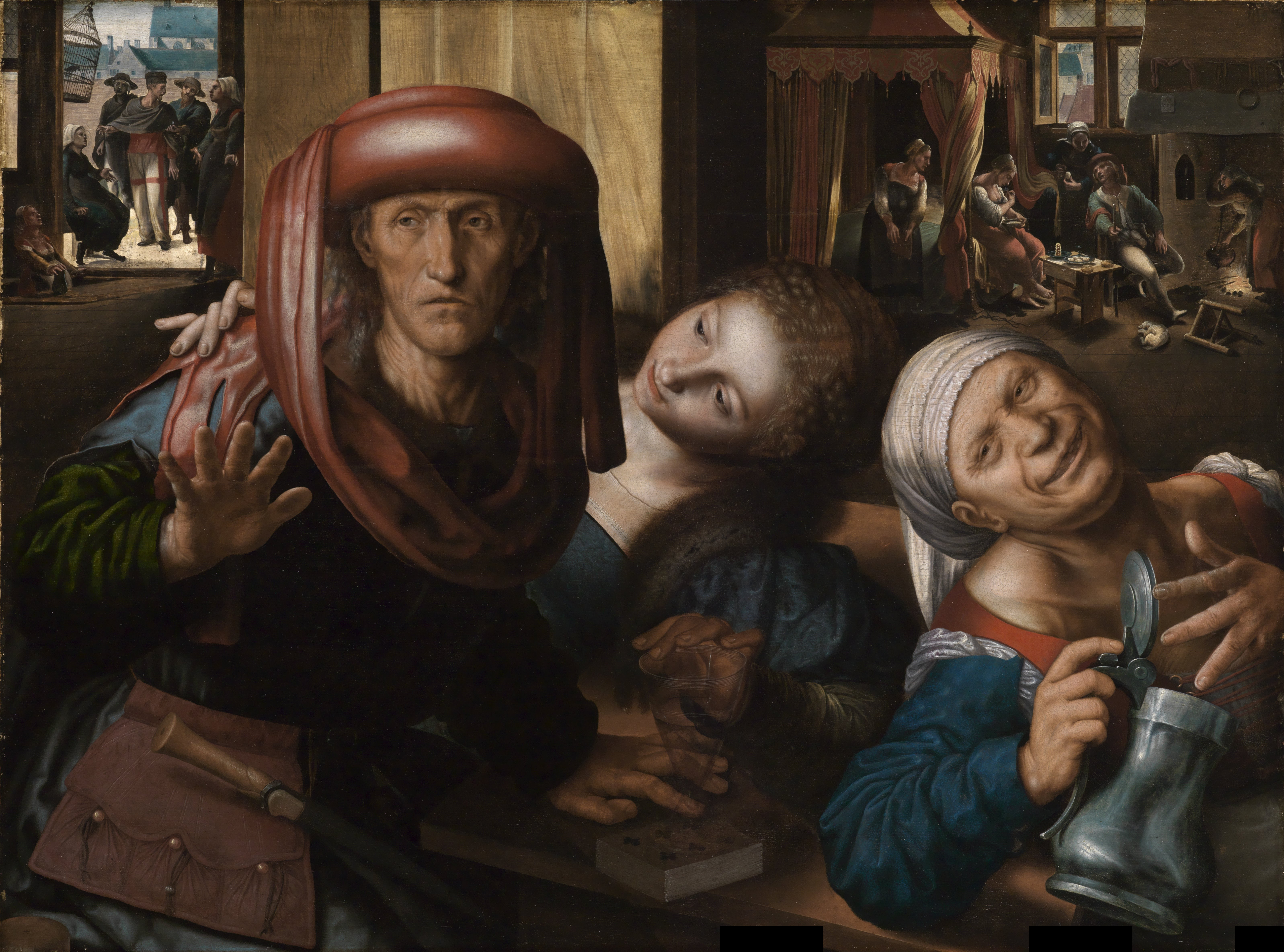
Wesołe towarzystwo (1545–1550), Kunsthalle, Karlsruhe

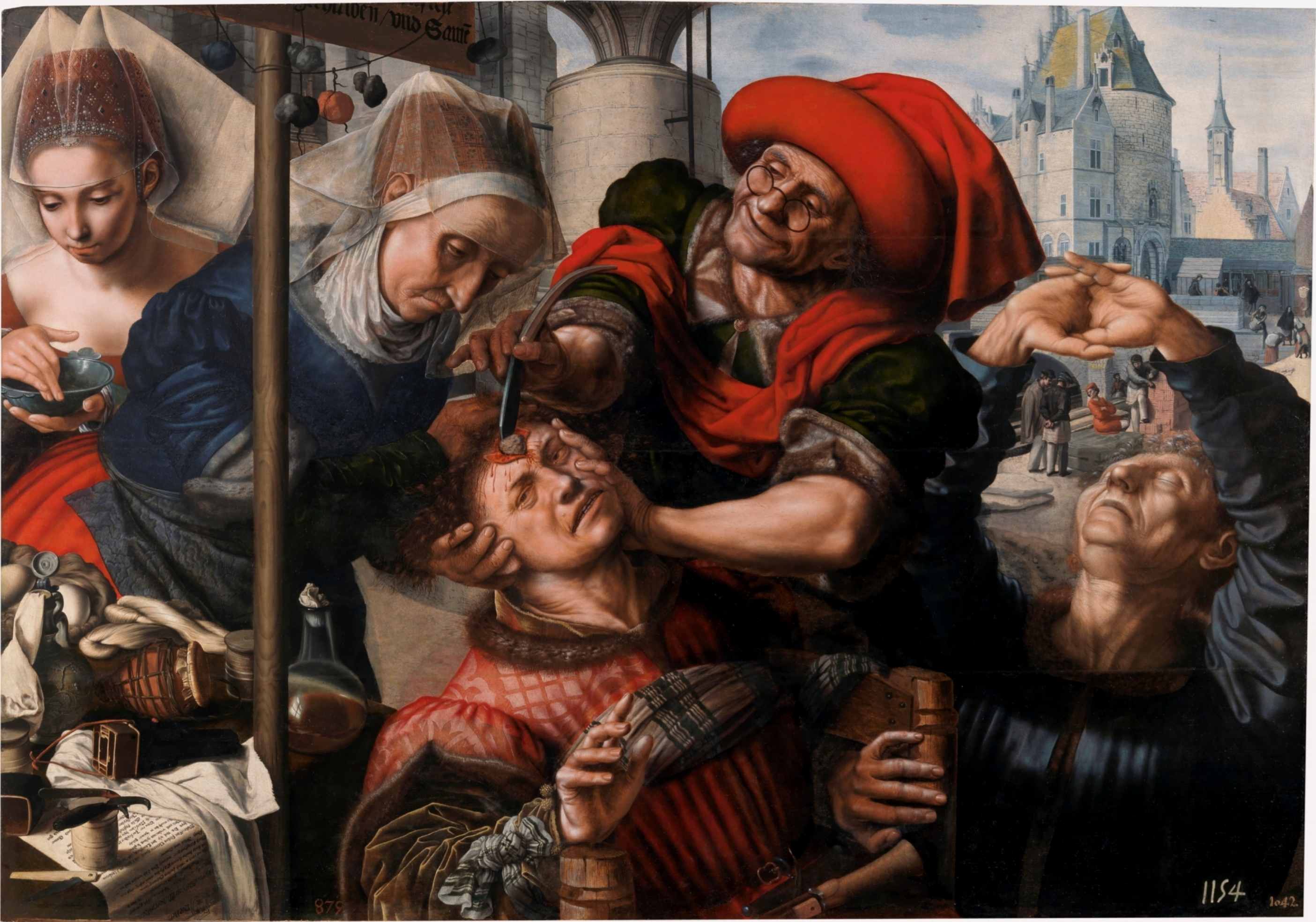
Usunięcie kamienia obłędu lub Chirurg (1555), Prado, Madryt

Jan Sanders van Hemessen (ur. ok. 1500 w Hemiksem, zm. w 1556 lub 1557 w Antwerpii lub Haarlemie) – niderlandzki malarz okresu manieryzmu.
Uczył się u Hendricka van Cleve w Antwerpii. Ok. 1524 został mistrzem gildii św. Łukasza. Być może pracował także w Mechelen. W l. 20. odbył podróż do Włoch, w poł. lat 30. odwiedził Fontainebleau.
Swoje dzieła sygnował Johannes de Hemessen. Malował obrazy ołtarzowe, sceny biblijne i rodzajowe, portrety i alegorie. W swojej twórczości łączył tradycje niderlandzkie z włoskim manieryzmem. Zachowało się ok. 40 jego obrazów.
Jego córka Caterina van Hemessen (1528-1589) była utalentowaną portrecistką.

## Dzieła
- Chrystus wyszydzony (ok. 1500) – Douai, Musée de la Chartreuse
- Grająca na lutni – Berlin, Gemäldegalerie
- Izaak błogosławiący Jakuba – Budapeszt, Muzeum Sztuk Pięknych
- Judyta (1540) – Chicago, Art Institute
- Kobieta ważąca złoto – Berlin, Gemäldegalerie
- Madonna z Dzieciątkiem – Brugia, Groeninge Museum
- Madonna z Dzieciątkiem – Madryt, Prado
- Naigrawanie – Monachium, Stara Pinakoteka
- Opłakiwanie Chrystusa – Antwerpia, Rockox House
- Powołanie św. Mateusza (1536) – Monachium, Stara Pinakoteka
- Scena alegoryczna (ok. 1550) – Amsterdam, Rijksmuseum
- Syn marnotrawny (1536) – Bruksela, Musées Royaux des Beaux-Arts
- Syn marnotrawny (ok. 1540) – Berlin, Gemäldegalerie
- Św. Hieronim – Antwerpia, Rockox House
- Św. Hieronim (1543) – St. Petersburg, Ermitaż
- Św. Hieronim (1541) – Praga, Galeria Narodowa
- Święta Rodzina – Valenciennes, Musée des Beaux-Arts
- Święta Rodzina - (po 1540) – Kraków, Zamek Królewski na Wawelu
- Tarkwiniusz i Lukrecja – Lille, Musée des Beaux-Arts
- Tobiasz przywraca wzrok swojemu ojcu (1555) – Paryż, Luwr
- Ukrzyżowanie z donatorami (Tryptyk Rockox) – Antwerpia, Sint Jacobskerk
- Usunięcie kamienia obłędu lub Chirurg (ok. 1555) – Madryt, Prado
- Vanitas – Lille, Musée des Beaux-Arts
- Wesołe  towarzystwo (ok. 1540) – Karlsruhe, Kunsthalle
- Wypędzenie przekupniów ze świątyni (1556) – Nancy, Musée des Beaux-Arts
- Zdjęcie z krzyża – Bruksela, Musées Royaux des Beaux-Arts